# Уме, Майкл
Майкл Уме (англ. Michael Umeh; род. 18 сентября 1984, Хьюстон, штат Техас, США) — нигерийский профессиональный баскетболист, играющий на позиции атакующего защитника.

## Карьера
Выпускник университета Невады, Уме начал профессиональную карьеру в немецком «Гисен Фотисиксерс».
Свою карьеру он продолжил в составе «Менорки», где его средние показатели были 10,9 очка и 2,7 подбора. Затем Уме выступал во втором испанском дивизионе за «Мурсию» и набирал по 11,2 очка, 2,1 подбора и 2,3 передачи. Уме помог обеим командам выиграть первенство во втором дивизионе.
В сентябре 2011 года Уме перешёл в «Вальядолид».
В сезоне 2018/2019 Уме выступал за «Тварде Перники», с которым стал серебряным призёром чемпионата Польши. Его средняя статистика в 36 матчах национального первенства составила 11,5 очка, 2,6 передачи и 2,1 подбора.
Сезон 2019/2020 Уме начинал во французском «Булазаке», в 7 матчах набирая в среднем 14,7 очка, 1,9 подбора и 1,7 передачи. В октябре Майкл перешёл в «Автодор». В 13 матчах Единой лиге ВТБ его средняя статистика составила 5,9, 1,2 передачи и 1,2 подбора.
В феврале 2020 года Уме стал игроком «Ле-Портеля».

## Сборная Нигерии
Летом 2011 года Уме выступал на Афробаскете на Мадагаскаре и помог сборной Нигерии завоевать бронзовую медаль, набирая в 7 матчах по 11,7 очка, 2,9 подбора и 2,3 передачи.
На Олимпийских играх 2016 года в Бразилии Уме провёл 5 игр и его средняя статистика составила 11,0 очка, 3,2 подбора и 2,8 передачи.

## Достижения

### Клубные
- Серебряный призёр чемпионата Польши: 2018/2019
- Чемпион второго дивизиона Испании (2): 2009/2010, 2010/2011

### Сборная Нигерии
- Чемпион Африки: 2015
- Бронзовый призёр чемпионата Африки: 2011